# 國立臺灣藝術大學應用媒體藝術研究所
國立臺灣藝術大學應用媒體藝術研究所於2000年成立，為台湾第一所結合藝術美學與影視媒體製作的碩士班，設立之目的為培養高級媒體專業人才，以整合廣播、電視、電影、戲劇、平面傳播等各類媒體，並針對數位及網路等傳播新科技的發展趨勢，提供研究生進行理論研討與實務創作的園地。2009年與廣電系合併，仍稱國立臺灣藝術大學廣播電視學系。設有日間應用媒體藝術碩士班、應用媒體藝術在職碩士班。應用媒體藝術碩士班創立之初分為廣電、電影、戲劇、印刷、科技媒體等5組，2004年整合分為媒體科技藝術組與媒體經營管理組，但因該校各系補足師資後向中華民國教育部申請系所合一，應媒所於2006年後改分為理論組與創作組，兩組合稱廣播電視學系應用媒體藝術碩士班。2015年，廣電系應用媒體藝術碩士班與廣播電視學系碩士班整併為廣播電視學系碩士班廣播電視組及應用媒體藝術組。。2019年廣電系碩班應用媒體藝術組獨立為傳播學院影音創作與數位媒體產業研究所碩士班，而廣播電視學系碩士班次年採不分組招生。影音創作媒體產業研究所碩士班亦設有博士學位為台灣首創結合影視美學創作導向的博士班。原應用媒體藝術研究所轉型分別以「廣播電視學系碩士班」與「影音創作媒體產業研究所」延續過去優良傳統個別招生，應用媒體藝術研究所累積20多年在產學界奠定良好的口碑，為傳播學院眾系所帶來各方養分也樹立了良好的典範。

## 歷史沿革
- 2000年成立應媒所，與圖文傳播學系、廣播電視學系、電影學系共同組成傳播學院，是傳院第一個研究所，創立之初分為廣電、電影、戲劇、印刷、科技媒體等五組。
- 2001年成立在職專班。
- 2004年，整合調整分為媒體科技藝術組與媒體經營管理組。
- 2005年，向教育部申請成立應用媒體藝術研究所博士班，因專任師資、課程規劃和教學空間未達門檻標準，故未獲准。[2]
- 2006年，分為創作組和理論組。
- 2007年，廣播電視學系成立碩士班。
- 2009年，廣電系與應媒所整併，更名為廣播電視學系應用媒體藝術碩士班，簡稱為「應媒班」，因此廣電系下包含兩所碩士班：1.2007成立的廣電系碩士班和 2.併入後的應媒班（應用媒體藝術研究所）
- 2015年，廣播電視學系應用媒體藝術碩士班(簡稱應媒班）其理論與創作兩組併入廣電系碩士班，兩班碩士班整合後分成兩組，分別為：廣播電視學系碩士班廣播電視組；廣播電視學系碩士班應用媒體藝術組。
- 2019年，廣播電視學系應用媒體藝術組，獨立為傳播學院影音創作與數位媒體產業碩士班；廣播電視學系碩士班廣播電視組次年以廣播電視碩士班採不分組招生。應用媒體藝術研究所正式更名轉型後原所停止招生。
- 2021年，傳播學院影音創作與數位媒體產業碩士班，組織調整與院內各系同級，為獨立之研究所，「影音創作與數位媒體產業研究所」。

## 師資
| 教授     | 教授                                   |
| -------- | -------------------------------------- |
| 朱全斌   | 英國倫敦大學高史密斯學院媒體與傳播博士 |
| 連淑錦   | 美國堪薩斯大學傳播學博士               |
| 賴祥蔚   | 國立政治大學社會科學學院政治學博士     |
| 副教授   |                                        |
| 邱啓明   | 英國卡地夫大學媒體與文化研究所博士     |
| 李慧馨   | 國立政治大學新聞研究所博士             |
| 講師     |                                        |
| 許北斗   | 紐約理工學院傳播藝術研究所碩士         |
| 鄭金標   | 美國芳邦學院文學碩士                   |
| 助理教授 |                                        |
| 廖澺蒼   | 紐約理工學院藝術碩士                   |
| 單文婷   | 國立臺灣師範大學政治學系博士           |
| 陳靖霖   | 中國北京大學新聞與傳播學院博士         |

## 知名系友
- 聶永真：知名平面設計師，應媒所肄業，「永真急制workshop」負責人，金曲獎最佳專輯包裝獎得主。
- 姜康哲：臺灣男演員，應媒所肄業，代表作品有《一頁台北》、《寶米恰恰》等。
- 張榮吉：電影導演，2006年執導《奇蹟的夏天》獲得金馬獎紀錄長片。
- 林孝謙：電影導演，2005年在美國拍攝的創作短片《自由大道》曾獲第28屆金穗獎首獎，其長片作品有《回到愛開始的地方》、《與愛別離》等。
- 吳中天：臺灣男演員、導演，2006年演出電影《指間的重量》入圍第43屆金馬獎最佳新演員、最佳男配角獎等獎項。
- 蘇哲賢：電影導演，紀錄長片作品《街舞狂潮》獲第47屆金馬獎最佳紀錄片，成為金馬獎史上獲獎最年輕導演。
- 陳虹任：導演、編劇、平面攝影師，其編導作品《小夏天》入選2012金馬國際影展。
- 呂登貴：臺灣導演、編劇，代表作品有《女孩壞壞》、《屍憶》前導短片等。
- 廖明毅：電影導演、剪接師，曾任《那些年，我們一起追的女孩》執行導演和剪接指導。
- 鄭元慶：攝影家，曾任雜誌攝影記者、行政院新聞局視聽資料處副處長，擔任各大攝影比賽評審。
- 秦夢眾：臺北廣播電台《尋夢園》主持人。
- 白詩禮：曾任台視新聞記者、中華電視公司總經理特助、中華民國電視學會秘書長，曾獲電視金鐘獎個人最佳採訪獎。
- 康仁俊：臺灣知名媒體人、名嘴、政治人物，今日新聞網總編輯。
- 胡睿涵：曾任非凡電視新聞部副理、非凡新聞台《非凡9點錢線新聞》主播、非凡新聞台《錢線百分百》主持人。
- 張穆庭：臺灣音樂人、流行鋼琴演奏家、相聲瓦舍音樂創意顧問。
- 沈昭良：曾任《自由時報》攝影記者。目前除從事影像創作之外，同時在大學兼任助理教授。
- 張英珉：文學作品曾入選九歌童話選、散文選、小說選。影視作品《喀噠大作戰》曾入圍金鐘獎電視電影類劇本獎，入圍亞洲影視節最佳電視電影獎。